# Spondylus darwini
Spondylus darwini is een tweekleppigensoort uit de familie van de Spondylidae. De wetenschappelijke naam van de soort is voor het eerst geldig gepubliceerd in 1882 door Jousseaume.